# Грузоподъёмная машина
Грузоподъёмная машина (сокр. ГПМ) — оснащенное двигателем техническое устройство для подъёма грузов и/или людей в вертикальной или близкой к ней наклонной плоскости, разновидность подъёмно-транспортных машин циклического действия.

## Классификация
- По конструктивным признакам

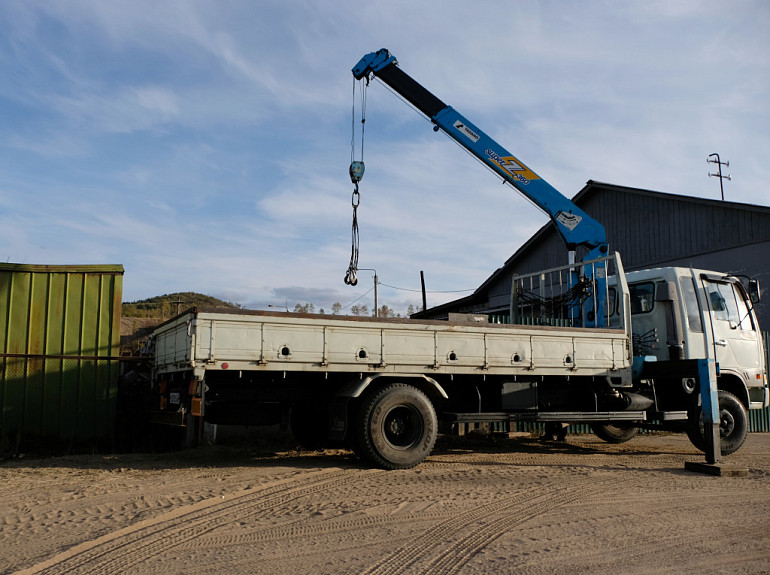
Грузовик с краном-манипулятором

  - по подвижности (стационарные, самоходные, передвижные);
  - по виду привода (с электроприводом, с приводом от двигателя внутреннего сгорания или др.).
- По назначению (общего или специального назначения).
- По принципу действия (прерывного или непрерывного действия).
- По характеру выполняемой работы.

## Разновидности
К грузоподъёмным причисляют следующие разновидности машин:
- краны;
- лифты
  - грузовые,
  - пассажирские;
- манипуляторы;
- подъёмники
  - скиповые,
  - строительные,
  - шахтные;
- стол;
- тельферы.

К простейшим грузоподъёмным устройствам относят:
- блоки;
- вороты;
- домкраты;
- лебёдки (тали);
- полиспасты.

## Механизмы
Для грузоподъёмных машин характерно наличие следующих механизмов:
- механизм изменения вылета стрелы;
- механизм передвижения (машины в целом, грузовой тележки);
- механизм поворота;
- механизм подъёма груза.

## Стандарты
1. ОСТ 36-62-81; Разработан в Минмонтажспецстрое СССР; Последняя актуализация: 01.10.2008
2. ICS 53.020: Подъёмное оборудование
  1. 53.020.01 Подъёмные приспособления в целом
  2. 53.020.20 Краны
  3. 53.020.30 Вспомогательные приспособления для подъёмного оборудования
  4. 53.020.99 Подъёмное оборудование прочее